# Peter Brant
Peter M. Brant (* 1947) ist ein US-amerikanischer Kunstsammler, Filmproduzent und Eigentümer der „White Birch Paper Company“. Sein Vermögen wird auf 2,7 Milliarden US$ geschätzt. Er ist außerdem Besitzer des Verlagshauses „Brant Publications, Inc.“, das auf Kunstmagazine spezialisiert ist.

## White Birch Paper

Das Logo von White Birch Paper

White Birch Paper produziert hochwertiges Zeitungs- und Telefonbuchpapier sowie Pappe in insgesamt sechs Produktionsstätten in den USA und in Kanada. Jährlich werden mehr als 1,3 Millionen Tonnen Zeitungs- und Telefonbuchpapier mit einem Anteil von bis zu 50 Prozent recyceltem Papier hergestellt. Der Hauptsitz der Firma befindet sich in Greenwich, Connecticut. White Birch Papier ist ein Familienunternehmen mit Kunden in den USA und der restlichen Welt.

## Pferdezucht und Polospiel
Peter Brant ist Eigentümer und Züchter einer Reihe von Englischen Vollblütern, u. a. von Waya (FR), dem Gewinner von 1979 des „American Champion Older Female Horse“ und von Gulch, der u. a. den „Breeders’ Cup Sprint“ und den „American Champion Sprint Horse“ gewann. 
Brant war außerdem Gründer und (spielendes) Mitglied des „White Birch Polo Teams“, einem der erfolgreichsten Teams im US-amerikanischen Polosport und Mitbegründer des „Greenwich Polo Clubs“. 

## Brant Publications, Inc.
Brant ist Gründer des Verlags Brant Publications. Verlegte Titel:
- Interview
- Antiques
- Art in America
- Modern

## Filmproduktion
Peter Brant war der Hauptproduzent von Basquiat (1996), Pollock (2000), Andy Warhol: A Documentary Film (2006) und Paint (2023). Des Weiteren war er an Tommy Lee Jones’ Film The Homesman (2014) als Produzent beteiligt.

## Familiäres
Brant hat acht Kinder, fünf davon mit seiner ersten Ehefrau Sandy und drei weitere mit Stephanie Seymour, die er 1995 heiratete. Sein Sohn Ryan gründete 1993 den Computerspiel-Publisher Take 2 Interactive, Peter Brant unterstützte die Gründung als Investor und war zeitweise mit 25 % der größten Anteilseigner. Ein Sohn starb im Januar 2021 im Alter von 24 Jahren an einer Medikamenten-Überdosis.